# Cass Browne
Cassian "Cass" Ingmar Browne (Merton, Surrey; 27 de septiembre de 1971) es un baterista de rock británico.

## Historia
Browne era un miembro de la banda The Psychotics, (siendo el baterista) que más tarde se convirtió a Senseless Things en 1986. En 1995, las canciones de Senseless Things alcanzaron a ser uno de los 20 mejores éxitos del Reino Unido, –Jamie Hewlett diseñó muchos artes de la banda por ser fanático de la banda. Ese mismo año, la banda se separó. Tras esto Brown formó una nueva banda Delakota, con la que realizó una gira durante 1998 a 1999. Browne también trabajó con Damon Albarn como baterista del álbum Mali Music, en 2002.
Browne fue un miembro importante de la banda virtual británica Gorillaz desde su incorporación en 2001, hasta la partida de Browne en 2012. De 2001 a 2010, actuó en todas las fechas de los shows en vivo de Gorillaz. También participó en la programación de batería para el segundo álbum Demon Days, y aparece en Demon Days Live detrás de la batería en la Ópera de Manchester.
Browne fue el autor y escritor de todos los diálogos de los miembros de la banda Gorillaz, incluyendo el álbum recopilatorio del 2002, Phase One: Celebrity Take Down–la autobiografía del 2006, Rise of the Ogre–y las entrevistas de los personajes virtuales. Además aparece en el documental Bananaz, que documenta el viaje de la banda desde 2000 hasta 2006, tocando él en el estudio y en vivo.
En 2016, Cass y Mark Keds (el exlíder de la banda Senseless Things), –se unieron a la banda del este de Londres; Deadcuts.